# Tour d'Andalousie 2018
Le Tour d'Andalousie 2018 est la 64e édition de cette course cycliste sur route masculine. Il a eu lieu du 15 au 18 février 2018 en Andalousie, dans le sud de l'Espagne, et fait partie du calendrier UCI Europe Tour 2018 en catégorie 2.HC. Il est remporté par le coureur belge Tim Wellens, de l'équipe Lotto-Soudal. Vainqueur de la quatrième étape, il devance au classement général le Néerlandais Wout Poels (Sky), vainqueur de la deuxième étape et du classement par points, et l'Espagnol Marc Soler (Movistar).

## Présentation

### Équipes
Classé en catégorie 2.HC de l'UCI Europe Tour, le Tour d'Andalousie est par conséquent ouvert aux WorldTeams dans la limite de 70 % des équipes participantes, aux équipes continentales professionnelles, aux équipes continentales espagnoles, aux équipes continentales étrangères dans la limite de deux, et à une équipe nationale espagnole.
| WorldTeams (7)- AG2R La Mondiale - Astana - EF Education First-Drapac p/b Cannondale - Lotto NL-Jumbo - Lotto Soudal - Movistar Team - Sky Équipes continentales professionnelles (14)- Burgos-BH - Caja Rural-Seguros RGA - CCC Sprandi Polkowice - Delko-Marseille Provence-KTM - Direct Énergie - Euskadi Basque Country-Murias - Gazprom-RusVelo - Israel Cycling Academy - Nippo-Vini Fantini-Europa Ovini - Rally Cycling - Roompot-Nederlandse Loterij - Sport Vlaanderen-Baloise - Vérandas Willems-Crelan - Wanty-Groupe Gobert Équipe continentale- Fundación Euskadi |
| |

## Étapes
| Étape     | Date    | Villes étapes                       | type                        | Distance (km) | Vainqueur d'étape | Leader du classement général |
| --------- | ------- | ----------------------------------- | --------------------------- | ------------- | ----------------- | ---------------------------- |
| 1re étape | 14 fév. | Mijas – Grenade                     | étape de moyenne montagne   | 197,6         | Thomas Boudat     | Thomas Boudat                |
| 2e étape  | 15 fév. | Villa de Otura – La Guardia de Jaén | étape de montagne           | 140           | Wout Poels        | Wout Poels                   |
| 3e étape  | 16 fév. | Mancha Real – Herrera               | étape de plaine             | 165,1         | Sacha Modolo      | Wout Poels                   |
| 4e étape  | 17 fév. | Séville – Alcalá de los Gazules     | étape de moyenne montagne   | 191,2         | Tim Wellens       | Tim Wellens                  |
| 5e étape  | 18 fév. | Barbate – Barbate                   | contre-la-montre individuel | 14,2          | David de la Cruz  | Tim Wellens                  |

## Déroulement de la course
La première étape est animée par une échappée de six coureurs, Silvan Dillier (AG2R La Mondiale), Romain Sicard (Direct Energie), Lluís Mas (Caja Rural–Seguros RGA), Garikoitz Bravo (Euskadi Basque Country) et Txomin Juaristi (Fundacion Euskadi), qui creusent une avance de cinq minutes avant que celle-ci ne soit réduite par l'équipe Astana, active en tête de peloton. Dillier tente sa chance seul mais est repris à 14 km de l'arrivée. Jon Ander Insausti (Fundacion Euskadi) et Pablo Torres (Burgos-BH) attaquent également en vain. La victoire se joue au sprint. L'équipe EF Education First lance Sacha Modolo, qui pense l'emporter et lève les bras. Il est cependant devancé de peu sur sa gauche par Thomas Boudat (Direct Energie). Celui-ci prend la tête du classement général.
Sortis d'un groupe initial de neuf échappés, Alexis Gougeard (AG2R La Mondiale), Pascal Eenkhoorn (LottoNL-Jumbo) et Diego Rubio Hernández (Burgos-BH) abordent l'ascension finale de la deuxième étape en tête, tandis que derrière eux l'équipe Astana mène la poursuite. Eenkhoorn est le premier à lâcher prise, avant que Rubio ne parte seul, à 4,7 km de l'arrivée. Au sein du groupe des favoris, Jakob Fuglsang (Astana) lance les hostilités dans les derniers kilomètres et revient sur Gougeard et Rubio. Il est imité et rattrapé par Mikel Landa (Movistar), Tim Wellens (Lotto Soudal) et Wout Poels (Sky). Quelques coureurs dont Luis Leon Sanchez (Astana), Marc Soler (Movistar) et Christopher Froome (Sky) parviennent à revenir sur cette nouvelle tête de course. A 1,4 kilomètres de l'arrivée, Wellens attaque. Il est repris à 500 mètres de la ligne d'arrivée par Poels, puis Fuglsang, Landa et Sanchez. Ce dernier bénéficie du travail de Fuglsang pour lancer le sprint. C'est cependant Poels qui s'impose, avec deux secondes d'avance sur Sanchez et Wellens. Ce trio occupe les premières places du classement général, avec les mêmes écarts.
Ce classement ne connaît pas de changement à l'issue de la troisième étape, conclue au sprint. Sacha Modolo y prend sa revanche, franchissant cette fois le premier la ligne d'arrivée, devant Carlos Barbero (Movistar) et Nelson Soto (Caja Rural).
La côte pavée du dernier kilomètre de la quatrième étape permet à Tim Wellens et Mikel Landa de s'extraire du peloton. Wellens attaque dans le final et s'impose avec cinq secondes d'avance sur Landa. Il prend la tête du classement général devant ce dernier, à 7 secondes. Poels, quatrième de l'étape, est désormais troisième à 11 secondes.
Le contre-la-montre autour de Barbate, par lequel se termine ce Tour d'Andalousie, est remporté par David de la Cruz, de l'équipe Sky. Celui-ci devance Andrey Amador (Movistar) de 6 secondes et Stef Clement (Lotto NL-Jumbo). Classé huitième à 14 secondes, Tim Wellens conserve son maillot rouge et remporte le Tour d'Andalousie. Wout Poels, qui lui reprend trois secondes, est deuxième du classement général, à 8 secondes. Marc Soler monte sur le podium à la place de son coéquipier Mikel Landa, grand perdant du jour.

### 1reétape
| Classement | Classement         | Classement | Classement                | Classement         |
|            | Coureur            | Pays       | Équipe                    | Temps              |
| ---------- | ------------------ | ---------- | ------------------------- | ------------------ |
| 1er        | Thomas Boudat      | France     | Direct Énergie            | en 5 h 21 min 39 s |
| 2e         | Sacha Modolo       | Italie     | EF Education First-Drapac | + 0 s              |
| 3e         | Clément Venturini  | France     | AG2R La Mondiale          | + 0 s              |
| 4e         | Andrea Pasqualon   | Italie     | Wanty-Groupe Gobert       | + 0 s              |
| 5e         | Tosh Van der Sande | Belgique   | Lotto-Soudal              | + 0 s              |
| 6e         | Carlos Barbero     | Espagne    | Movistar                  | + 0 s              |
| 7e         | Jonas Koch         | Allemagne  | CCC Sprandi Polkowice     | + 0 s              |
| 8e         | Moreno Hofland     | Pays-Bas   | Lotto-Soudal              | + 0 s              |
| 9e         | Enrico Battaglin   | Italie     | Lotto NL-Jumbo            | + 0 s              |
| 10e        | Jan Tratnik        | Slovénie   | CCC Sprandi Polkowice     | + 0 s              |
| modifier   |                    |            |                           |                    |

| \| Classement général \| Classement général \| Classement général \| Classement général \| Classement général \| \| Coureur \| Coureur \| Pays \| Équipe \| Temps \| \| ------------------ \| ------------------ \| ------------------ \| ------------------------- \| ------------------ \| \| 1er \| Thomas Boudat \| France \| Direct Énergie \| 5 h 21 min 39 s \| \| 2e \| Sacha Modolo \| Italie \| EF Education First-Drapac \| + 0 s \| \| 3e \| Clément Venturini \| France \| AG2R La Mondiale \| + 0 s \| \| 4e \| Andrea Pasqualon \| Italie \| Wanty-Groupe Gobert \| + 0 s \| \| 5e \| Tosh Van der Sande \| Belgique \| Lotto-Soudal \| + 0 s \| \| 6e \| Carlos Barbero \| Espagne \| Movistar Team \| + 0 s \| \| 7e \| Jonas Koch \| Allemagne \| CCC Sprandi Polkowice \| + 0 s \| \| 8e \| Moreno Hofland \| Pays-Bas \| Lotto-Soudal \| + 0 s \| \| 9e \| Enrico Battaglin \| Italie \| LottoNL-Jumbo \| + 0 s \| \| 10e \| Jan Tratnik \| Slovénie \| CCC Sprandi Polkowice \| + 0 s \| |                    |           |                           |                 |
| |                    |           |                           |                 |
| |                    |           |                           |                 |
| Classement général |                    |           |                           |                 |
| Coureur | Coureur            | Pays      | Équipe                    | Temps           |
| 1er | Thomas Boudat      | France    | Direct Énergie            | 5 h 21 min 39 s |
| 2e | Sacha Modolo       | Italie    | EF Education First-Drapac | + 0 s           |
| 3e | Clément Venturini  | France    | AG2R La Mondiale          | + 0 s           |
| 4e | Andrea Pasqualon   | Italie    | Wanty-Groupe Gobert       | + 0 s           |
| 5e | Tosh Van der Sande | Belgique  | Lotto-Soudal              | + 0 s           |
| 6e | Carlos Barbero     | Espagne   | Movistar Team             | + 0 s           |
| 7e | Jonas Koch         | Allemagne | CCC Sprandi Polkowice     | + 0 s           |
| 8e | Moreno Hofland     | Pays-Bas  | Lotto-Soudal              | + 0 s           |
| 9e | Enrico Battaglin   | Italie    | LottoNL-Jumbo             | + 0 s           |
| 10e | Jan Tratnik        | Slovénie  | CCC Sprandi Polkowice     | + 0 s           |

### 2eétape
| Classement | Classement         | Classement  | Classement                    | Classement        |
|            | Coureur            | Pays        | Équipe                        | Temps             |
| ---------- | ------------------ | ----------- | ----------------------------- | ----------------- |
| 1er        | Wout Poels         | Pays-Bas    | Sky                           | en 3 h 38 min 4 s |
| 2e         | Luis León Sánchez  | Espagne     | Astana                        | + 2 s             |
| 3e         | Tim Wellens        | Belgique    | Lotto-Soudal                  | + 2 s             |
| 4e         | Mikel Landa        | Espagne     | Movistar                      | + 4 s             |
| 5e         | Jakob Fuglsang     | Danemark    | Astana                        | + 4 s             |
| 6e         | Marc Soler         | Espagne     | Movistar                      | + 17 s            |
| 7e         | Christopher Froome | Royaume-Uni | Sky                           | + 27 s            |
| 8e         | Mikel Bizkarra     | Espagne     | Euskadi Basque Country-Murias | + 34 s            |
| 9e         | Amaro Antunes      | Portugal    | CCC Sprandi Polkowice         | + 38 s            |
| 10e        | Jelle Vanendert    | Belgique    | Lotto-Soudal                  | + 38 s            |
| modifier   |                    |             |                               |                   |

| \| Classement général \| Classement général \| Classement général \| Classement général \| Classement général \| \| Coureur \| Coureur \| Pays \| Équipe \| Temps \| \| ------------------ \| ------------------ \| ------------------ \| --------------------- \| ------------------ \| \| 1er \| Wout Poels \| Pays-Bas \| Team Sky \| 8 h 59 min 43 s \| \| 2e \| Luis León Sánchez \| Espagne \| Astana \| + 2 s \| \| 3e \| Tim Wellens \| Belgique \| Lotto-Soudal \| + 2 s \| \| 4e \| Mikel Landa \| Espagne \| Movistar Team \| + 4 s \| \| 5e \| Jakob Fuglsang \| Danemark \| Astana \| + 4 s \| \| 6e \| Marc Soler \| Espagne \| Movistar Team \| + 17 s \| \| 7e \| Christopher Froome \| Royaume-Uni \| Team Sky \| + 27 s \| \| 8e \| Mikel Bizkarra \| Espagne \| Euskadi-Murias \| + 34 s \| \| 9e \| Amaro Antunes \| Portugal \| CCC Sprandi Polkowice \| + 38 s \| \| 10e \| Jelle Vanendert \| Belgique \| Lotto-Soudal \| + 38 s \| |                    |             |                       |                 |
| |                    |             |                       |                 |
| |                    |             |                       |                 |
| Classement général |                    |             |                       |                 |
| Coureur | Coureur            | Pays        | Équipe                | Temps           |
| 1er | Wout Poels         | Pays-Bas    | Team Sky              | 8 h 59 min 43 s |
| 2e | Luis León Sánchez  | Espagne     | Astana                | + 2 s           |
| 3e | Tim Wellens        | Belgique    | Lotto-Soudal          | + 2 s           |
| 4e | Mikel Landa        | Espagne     | Movistar Team         | + 4 s           |
| 5e | Jakob Fuglsang     | Danemark    | Astana                | + 4 s           |
| 6e | Marc Soler         | Espagne     | Movistar Team         | + 17 s          |
| 7e | Christopher Froome | Royaume-Uni | Team Sky              | + 27 s          |
| 8e | Mikel Bizkarra     | Espagne     | Euskadi-Murias        | + 34 s          |
| 9e | Amaro Antunes      | Portugal    | CCC Sprandi Polkowice | + 38 s          |
| 10e | Jelle Vanendert    | Belgique    | Lotto-Soudal          | + 38 s          |

### 3eétape
| Classement | Classement           | Classement | Classement                     | Classement         |
|            | Coureur              | Pays       | Équipe                         | Temps              |
| ---------- | -------------------- | ---------- | ------------------------------ | ------------------ |
| 1er        | Sacha Modolo         | Italie     | EF Education First-Drapac      | en 3 h 48 min 17 s |
| 2e         | Carlos Barbero       | Espagne    | Movistar                       | + 0 s              |
| 3e         | Nelson Soto          | Colombie   | Caja Rural-Seguros RGA         | + 0 s              |
| 4e         | Oscar Gatto          | Italie     | Astana                         | + 0 s              |
| 5e         | Moreno Hofland       | Pays-Bas   | Lotto-Soudal                   | + 0 s              |
| 6e         | Jon Aberasturi       | Espagne    | Euskadi Basque Country-Murias  | + 0 s              |
| 7e         | Eduard-Michael Grosu | Roumanie   | Nippo-Vini Fantini-Europa Ovni | + 0 s              |
| 8e         | Coen Vermeltfoort    | Pays-Bas   | Roompot-Nederlandse Loterij    | + 0 s              |
| 9e         | Andrea Pasqualon     | Italie     | Wanty-Groupe Gobert            | + 0 s              |
| 10e        | Colin Joyce          | États-Unis | Rally                          | + 0 s              |
| modifier   |                      |            |                                |                    |

| \| Classement général \| Classement général \| Classement général \| Classement général \| Classement général \| \| Coureur \| Coureur \| Pays \| Équipe \| Temps \| \| ------------------ \| ------------------ \| ------------------ \| ------------------ \| ------------------ \| \| 1er \| Wout Poels \| Pays-Bas \| Team Sky \| 12 h 48 min 00 s \| \| 2e \| Luis León Sánchez \| Espagne \| Astana \| + 2 s \| \| 3e \| Tim Wellens \| Belgique \| Lotto-Soudal \| + 2 s \| \| 4e \| Mikel Landa \| Espagne \| Movistar Team \| + 4 s \| \| 5e \| Jakob Fuglsang \| Danemark \| Astana \| + 4 s \| \| 6e \| Marc Soler \| Espagne \| Movistar Team \| + 17 s \| \| 7e \| Christopher Froome \| Royaume-Uni \| Team Sky \| + 27 s \| \| 8e \| Mikel Bizkarra \| Espagne \| Euskadi-Murias \| + 34 s \| \| 9e \| Jelle Vanendert \| Belgique \| Lotto-Soudal \| + 38 s \| \| 10e \| Steven Kruijswijk \| Pays-Bas \| LottoNL-Jumbo \| + 40 s \| |                    |             |                |                  |
| |                    |             |                |                  |
| |                    |             |                |                  |
| Classement général |                    |             |                |                  |
| Coureur | Coureur            | Pays        | Équipe         | Temps            |
| 1er | Wout Poels         | Pays-Bas    | Team Sky       | 12 h 48 min 00 s |
| 2e | Luis León Sánchez  | Espagne     | Astana         | + 2 s            |
| 3e | Tim Wellens        | Belgique    | Lotto-Soudal   | + 2 s            |
| 4e | Mikel Landa        | Espagne     | Movistar Team  | + 4 s            |
| 5e | Jakob Fuglsang     | Danemark    | Astana         | + 4 s            |
| 6e | Marc Soler         | Espagne     | Movistar Team  | + 17 s           |
| 7e | Christopher Froome | Royaume-Uni | Team Sky       | + 27 s           |
| 8e | Mikel Bizkarra     | Espagne     | Euskadi-Murias | + 34 s           |
| 9e | Jelle Vanendert    | Belgique    | Lotto-Soudal   | + 38 s           |
| 10e | Steven Kruijswijk  | Pays-Bas    | LottoNL-Jumbo  | + 40 s           |

### 4eétape
| Classement | Classement        | Classement | Classement                | Classement         |
|            | Coureur           | Pays       | Équipe                    | Temps              |
| ---------- | ----------------- | ---------- | ------------------------- | ------------------ |
| 1er        | Tim Wellens       | Belgique   | Lotto-Soudal              | en 4 h 36 min 23 s |
| 2e         | Mikel Landa       | Espagne    | Movistar                  | + 5 s              |
| 3e         | Jakob Fuglsang    | Danemark   | Astana                    | + 12 s             |
| 4e         | Wout Poels        | Pays-Bas   | Sky                       | + 13 s             |
| 5e         | Floris De Tier    | Belgique   | Lotto NL-Jumbo            | + 13 s             |
| 6e         | Marc Soler        | Espagne    | Movistar                  | + 17 s             |
| 7e         | Steven Kruijswijk | Pays-Bas   | Lotto NL-Jumbo            | + 20 s             |
| 8e         | Luis León Sánchez | Espagne    | Astana                    | + 20 s             |
| 9e         | Simon Clarke      | Australie  | EF Education First-Drapac | + 21 s             |
| 10e        | Andrea Pasqualon  | Italie     | Wanty-Groupe Gobert       | + 24 s             |
| modifier   |                   |            |                           |                    |

| \| Classement général \| Classement général \| Classement général \| Classement général \| Classement général \| \| Coureur \| Coureur \| Pays \| Équipe \| Temps \| \| ------------------ \| ------------------ \| ------------------ \| ------------------------- \| ------------------ \| \| 1er \| Tim Wellens \| Belgique \| Lotto-Soudal \| 17 h 24 min 25 s \| \| 2e \| Mikel Landa \| Espagne \| Movistar Team \| + 7 s \| \| 3e \| Wout Poels \| Pays-Bas \| Team Sky \| + 11 s \| \| 4e \| Jakob Fuglsang \| Danemark \| Astana \| + 14 s \| \| 5e \| Luis León Sánchez \| Espagne \| Astana \| + 20 s \| \| 6e \| Marc Soler \| Espagne \| Movistar Team \| + 32 s \| \| 7e \| Steven Kruijswijk \| Pays-Bas \| LottoNL-Jumbo \| + 58 s \| \| 8e \| Simon Clarke \| Australie \| EF Education First-Drapac \| + 1 min 05 s \| \| 9e \| Mikel Bizkarra \| Espagne \| Euskadi-Murias \| + 1 min 14 s \| \| 10e \| Sergio Pardilla \| Espagne \| Caja Rural-Seguros RGA \| + 1 min 24 s \| |                   |           |                           |                  |
| |                   |           |                           |                  |
| |                   |           |                           |                  |
| Classement général |                   |           |                           |                  |
| Coureur | Coureur           | Pays      | Équipe                    | Temps            |
| 1er | Tim Wellens       | Belgique  | Lotto-Soudal              | 17 h 24 min 25 s |
| 2e | Mikel Landa       | Espagne   | Movistar Team             | + 7 s            |
| 3e | Wout Poels        | Pays-Bas  | Team Sky                  | + 11 s           |
| 4e | Jakob Fuglsang    | Danemark  | Astana                    | + 14 s           |
| 5e | Luis León Sánchez | Espagne   | Astana                    | + 20 s           |
| 6e | Marc Soler        | Espagne   | Movistar Team             | + 32 s           |
| 7e | Steven Kruijswijk | Pays-Bas  | LottoNL-Jumbo             | + 58 s           |
| 8e | Simon Clarke      | Australie | EF Education First-Drapac | + 1 min 05 s     |
| 9e | Mikel Bizkarra    | Espagne   | Euskadi-Murias            | + 1 min 14 s     |
| 10e | Sergio Pardilla   | Espagne   | Caja Rural-Seguros RGA    | + 1 min 24 s     |

### 5eétape
| Classement | Classement        | Classement | Classement            | Classement     |
|            | Coureur           | Pays       | Équipe                | Temps          |
| ---------- | ----------------- | ---------- | --------------------- | -------------- |
| 1er        | David de la Cruz  | Espagne    | Sky                   | en 17 min 11 s |
| 2e         | Andrey Amador     | Costa Rica | Movistar              | + 6 s          |
| 3e         | Stef Clement      | Pays-Bas   | Lotto NL-Jumbo        | + 7 s          |
| 4e         | Alexis Gougeard   | France     | AG2R La Mondiale      | + 8 s          |
| 5e         | Marc Soler        | Espagne    | Movistar              | + 9 s          |
| 6e         | Wout Poels        | Pays-Bas   | Sky                   | + 11 s         |
| 7e         | Dylan van Baarle  | Pays-Bas   | Sky                   | + 12 s         |
| 8e         | Tim Wellens       | Belgique   | Lotto-Soudal          | + 14 s         |
| 9e         | Jan Tratnik       | Slovénie   | CCC Sprandi Polkowice | + 24 s         |
| 10e        | Luis León Sánchez | Espagne    | Astana                | + 24 s         |
| modifier   |                   |            |                       |                |

## Classements finals

### Classement général final
| \| Classement général \| Classement général \| Classement général \| Classement général \| Classement général \| \| Coureur \| Coureur \| Pays \| Équipe \| Temps \| \| ------------------ \| ------------------ \| ------------------ \| ------------------------- \| ------------------ \| \| 1er \| Tim Wellens \| Belgique \| Lotto-Soudal \| 17 h 41 min 50 s \| \| 2e \| Wout Poels \| Pays-Bas \| Team Sky \| + 8 s \| \| 3e \| Marc Soler \| Espagne \| Movistar Team \| + 27 s \| \| 4e \| Jakob Fuglsang \| Danemark \| Astana \| + 30 s \| \| 5e \| Luis León Sánchez \| Espagne \| Astana \| + 30 s \| \| 6e \| Mikel Landa \| Espagne \| Movistar Team \| + 42 s \| \| 7e \| Steven Kruijswijk \| Pays-Bas \| LottoNL-Jumbo \| + 1 min 19 s \| \| 8e \| Simon Clarke \| Australie \| EF Education First-Drapac \| + 1 min 41 s \| \| 9e \| Andrey Amador \| Costa Rica \| Movistar Team \| + 1 min 51 s \| \| 10e \| Christopher Froome \| Royaume-Uni \| Team Sky \| + 1 min 57 s \| |                    |             |                           |                  |
| |                    |             |                           |                  |
| Source : ProCyclingStats |                    |             |                           |                  |
| Classement général |                    |             |                           |                  |
| Coureur | Coureur            | Pays        | Équipe                    | Temps            |
| 1er | Tim Wellens        | Belgique    | Lotto-Soudal              | 17 h 41 min 50 s |
| 2e | Wout Poels         | Pays-Bas    | Team Sky                  | + 8 s            |
| 3e | Marc Soler         | Espagne     | Movistar Team             | + 27 s           |
| 4e | Jakob Fuglsang     | Danemark    | Astana                    | + 30 s           |
| 5e | Luis León Sánchez  | Espagne     | Astana                    | + 30 s           |
| 6e | Mikel Landa        | Espagne     | Movistar Team             | + 42 s           |
| 7e | Steven Kruijswijk  | Pays-Bas    | LottoNL-Jumbo             | + 1 min 19 s     |
| 8e | Simon Clarke       | Australie   | EF Education First-Drapac | + 1 min 41 s     |
| 9e | Andrey Amador      | Costa Rica  | Movistar Team             | + 1 min 51 s     |
| 10e | Christopher Froome | Royaume-Uni | Team Sky                  | + 1 min 57 s     |

### Classements annexes
| Classement par points | Classement par points | Classement par points | Classement par points     | Classement par points |
| Coureur               | Coureur               | Pays                  | Équipe                    | Points                |
| --------------------- | --------------------- | --------------------- | ------------------------- | --------------------- |
| 1er                   | Wout Poels            | Pays-Bas              | Team Sky                  | 50 pts                |
| 2e                    | Tim Wellens           | Belgique              | Lotto-Soudal              | 49 pts                |
| 3e                    | Sacha Modolo          | Italie                | EF Education First-Drapac | 45 pts                |
| 4e                    | Luis León Sánchez     | Espagne               | Astana                    | 34 pts                |
| 5e                    | Mikel Landa           | Espagne               | Movistar Team             | 34 pts                |
| 6e                    | Marc Soler            | Espagne               | Movistar Team             | 32 pts                |
| 7e                    | Jakob Fuglsang        | Danemark              | Astana                    | 32 pts                |
| 8e                    | Thomas Boudat         | France                | Direct Énergie            | 30 pts                |
| 9e                    | Carlos Barbero        | Espagne               | Movistar Team             | 30 pts                |
| 10e                   | David de la Cruz      | Espagne               | Team Sky                  | 27 pts                |

| Classement par points | Classement par points | Classement par points | Classement par points     | Classement par points |
| Coureur               | Coureur               | Pays                  | Équipe                    | Points                |
| --------------------- | --------------------- | --------------------- | ------------------------- | --------------------- |
| 1er                   | Wout Poels            | Pays-Bas              | Team Sky                  | 50 pts                |
| 2e                    | Tim Wellens           | Belgique              | Lotto-Soudal              | 49 pts                |
| 3e                    | Sacha Modolo          | Italie                | EF Education First-Drapac | 45 pts                |
| 4e                    | Luis León Sánchez     | Espagne               | Astana                    | 34 pts                |
| 5e                    | Mikel Landa           | Espagne               | Movistar Team             | 34 pts                |
| 6e                    | Marc Soler            | Espagne               | Movistar Team             | 32 pts                |
| 7e                    | Jakob Fuglsang        | Danemark              | Astana                    | 32 pts                |
| 8e                    | Thomas Boudat         | France                | Direct Énergie            | 30 pts                |
| 9e                    | Carlos Barbero        | Espagne               | Movistar Team             | 30 pts                |
| 10e                   | David de la Cruz      | Espagne               | Team Sky                  | 27 pts                |

| Classement de la montagne | Classement de la montagne | Classement de la montagne | Classement de la montagne | Classement de la montagne |
| Coureur                   | Coureur                   | Pays                      | Équipe                    | Points                    |
| ------------------------- | ------------------------- | ------------------------- | ------------------------- | ------------------------- |
| 1er                       | Lluís Mas                 | Espagne                   | Caja Rural-Seguros RGA    | 29 pts                    |
| 2e                        | Álvaro Cuadros            | Espagne                   | Caja Rural-Seguros RGA    | 18 pts                    |
| 3e                        | Marco Minnaard            | Pays-Bas                  | Wanty-Groupe Gobert       | 16 pts                    |
| 4e                        | Silvan Dillier            | Suisse                    | AG2R La Mondiale          | 15 pts                    |
| 5e                        | Garikoitz Bravo           | Espagne                   | Euskadi-Murias            | 12 pts                    |
| 6e                        | Romain Sicard             | France                    | Direct Énergie            | 12 pts                    |
| 7e                        | Diego Rubio               | Espagne                   | Burgos-BH                 | 11 pts                    |
| 8e                        | Wout Poels                | Pays-Bas                  | Team Sky                  | 10 pts                    |
| 9e                        | Guillaume Martin          | France                    | Wanty-Groupe Gobert       | 10 pts                    |
| 10e                       | Luis León Sánchez         | Espagne                   | Astana                    | 8 pts                     |

| Classement de la montagne | Classement de la montagne | Classement de la montagne | Classement de la montagne | Classement de la montagne |
| Coureur                   | Coureur                   | Pays                      | Équipe                    | Points                    |
| ------------------------- | ------------------------- | ------------------------- | ------------------------- | ------------------------- |
| 1er                       | Lluís Mas                 | Espagne                   | Caja Rural-Seguros RGA    | 29 pts                    |
| 2e                        | Álvaro Cuadros            | Espagne                   | Caja Rural-Seguros RGA    | 18 pts                    |
| 3e                        | Marco Minnaard            | Pays-Bas                  | Wanty-Groupe Gobert       | 16 pts                    |
| 4e                        | Silvan Dillier            | Suisse                    | AG2R La Mondiale          | 15 pts                    |
| 5e                        | Garikoitz Bravo           | Espagne                   | Euskadi-Murias            | 12 pts                    |
| 6e                        | Romain Sicard             | France                    | Direct Énergie            | 12 pts                    |
| 7e                        | Diego Rubio               | Espagne                   | Burgos-BH                 | 11 pts                    |
| 8e                        | Wout Poels                | Pays-Bas                  | Team Sky                  | 10 pts                    |
| 9e                        | Guillaume Martin          | France                    | Wanty-Groupe Gobert       | 10 pts                    |
| 10e                       | Luis León Sánchez         | Espagne                   | Astana                    | 8 pts                     |

#### Classement du meilleur sprinteur
| Classement des sprints | Classement des sprints | Classement des sprints | Classement des sprints    | Classement des sprints |
| Coureur                | Coureur                | Pays                   | Équipe                    | Points                 |
| ---------------------- | ---------------------- | ---------------------- | ------------------------- | ---------------------- |
| 1er                    | Aaron Verwilst         | Belgique               | Sport Vlaanderen-Baloise  | 8 pts                  |
| 2e                     | Marco Minnaard         | Pays-Bas               | Wanty-Groupe Gobert       | 7 pts                  |
| 3e                     | Álvaro Cuadros         | Espagne                | Caja Rural-Seguros RGA    | 6 pts                  |
| 4e                     | Silvan Dillier         | Suisse                 | AG2R La Mondiale          | 5 pts                  |
| 5e                     | Garikoitz Bravo        | Espagne                | Euskadi-Murias            | 5 pts                  |
| 6e                     | Enrique Sanz           | Espagne                | Euskadi-Murias            | 5 pts                  |
| 7e                     | Sep Vanmarcke          | Belgique               | EF Education First-Drapac | 3 pts                  |
| 8e                     | Héctor Sáez            | Espagne                | Euskadi-Murias            | 3 pts                  |
| 9e                     | Andrey Amador          | Costa Rica             | Movistar Team             | 2 pts                  |
| 10e                    | Guillaume Martin       | France                 | Wanty-Groupe Gobert       | 2 pts                  |

### UCI Europe Tour
La course attribue aux coureurs le même nombre de points pour l'UCI Europe Tour 2018 et le Classement mondial UCI.
| Position           | 1er | 2e  | 3e  | 4e  | 5e | 6e | 7e | 8e | 9e | 10e | 11e | 12e | 13e | 14e | 15e | 16e à 30e | 31e à 40e |
| Classement général | 200 | 150 | 125 | 100 | 85 | 70 | 60 | 50 | 40 | 35  | 30  | 25  | 20  | 15  | 10  | 5         | 3         |
| Par étape          | 20  | 10  | 5   |     |    |    |    |    |    |     |     |     |     |     |     |           |           |
| Leader, par étape  | 5   |     |     |     |    |    |    |    |    |     |     |     |     |     |     |           |           |